# Ambassade van Oekraïne in België
De ambassade van Oekraïne in België is de vertegenwoordiging van Oekraïne in de Belgische hoofdstad Brussel.
De ambassade is gevestigd aan de Albert Lancasterlaan 30–32, en behartigt sinds 10 maart 1992 de belangen van Oekraïne en de relaties tussen Oekraïne en België en het Groothertogdom Luxemburg.
Sinds 4 februari 2016 is Mykola Tochytskyi de ambassadeur.